# 窄叶火筒树
窄叶火筒树（学名：[Leea longifolia] 错误：{{Lang}}：文本有斜体标记（帮助））为葡萄科火筒树属下的一个种。

## 扩展阅读
- 維基物種上的相關：窄叶火筒树